# Stazioni ferroviarie di Firenze
1 Firenze Campo di Marte
2 Firenze Castello
3 Le Cure
4 Le Piagge
5 Firenze Rifredi
6 Firenze Rovezzano
7 Firenze San Marco Vecchio
8 Firenze Santa Maria Novella
9 Firenze Statuto

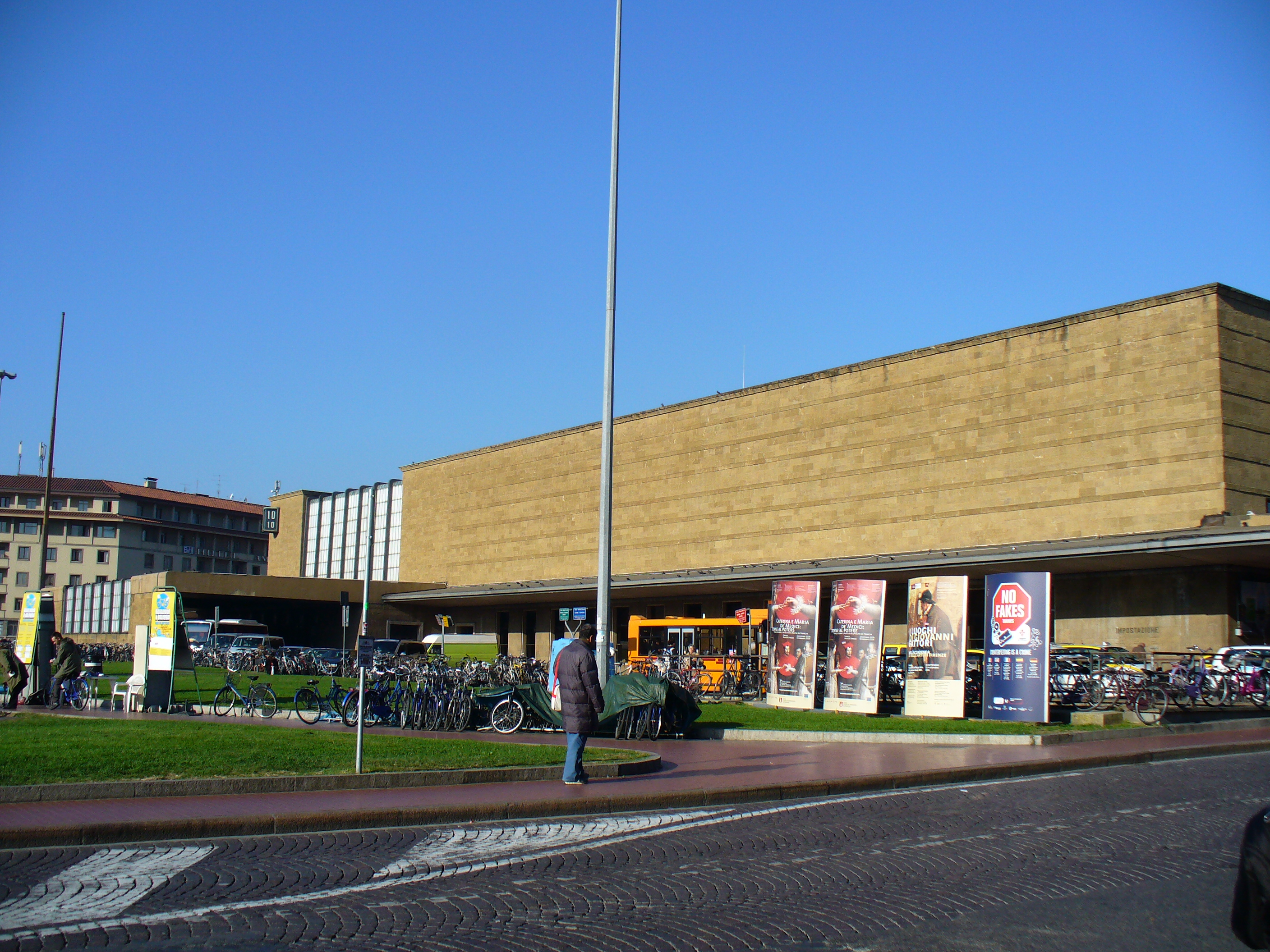
Stazione di Firenze Santa Maria Novella

Le stazioni ferroviarie di Firenze fanno parte di uno dei principali snodi di trasporto d'Italia, da cui partono linee nazionali (tradizionali e alta velocità) e metropolitane. Da settembre 2022 sono un totale di 9, con una previsione di crescere in futuro fino a divenire 12.
A Firenze ha anche sede l'Agenzia nazionale per la sicurezza delle ferrovie e delle infrastrutture stradali e autostradali (ANSFISA).

## Servizio urbano e metropolitano
Nell'area metropolitana fiorentina, i biglietti e gli abbonamenti urbani di Autolinee Toscane permettono di utilizzare tranvie e autobus urbani nonché di usufruire dei treni regionali in tutte le stazioni ferroviarie fiorentine, ovvero Firenze Santa Maria Novella, Firenze Rifredi, Firenze Statuto, Firenze Campo Marte, Le Piagge, Le Cure, Firenze Rovezzano, Firenze Castello e Firenze San Marco Vecchio.
All’interno dell’offerta cadenzata garantita dal progetto Memorario, ferma ogni ora, in entrambe le direzioni, un treno che collega Prato e Montevarchi, tramite il passante ferroviario di Firenze, con fermata in tutte le stazioni cittadine attraversate, ovvero quelle di Firenze Castello, Rifredi, Statuto, Campo di Marte e Rovezzano: il cosiddetto servizio di cintura fa parte delle microdirettrici metropolitane del progetto. Nella stessa ottica anche i collegamenti tra Firenze e Prato/Pisa, in entrambe le direttrici, sono serviti da treni con orario cadenzato che fanno servizio anche in ambito urbano.

### Prospettive future per le stazioni cittadine
A Firenze è in progetto un servizio ferroviario metropolitano che andrà ad integrarsi con il servizio tramviario, con la creazione di nuove stazioni ferroviarie metropolitane.
La realizzazione del tratto interrato dell'Alta Velocità, noto come Passante AV di Firenze, permetterà di utilizzare i binari di superficie per potenziare il servizio ferroviario della città. Nello specifico permetterà di avere una maggiore capacità nella tratta passante Firenze Rifredi – Campo di Marte, nonché a Firenze Santa Maria Novella, per lo sviluppo del sistema ferroviario metropolitano della Città di Firenze e regionale in linea con le previsioni di accordo con la Regione Toscana.

## Stazioni ferroviarie di Firenze

### Trasporto internazionale e AV

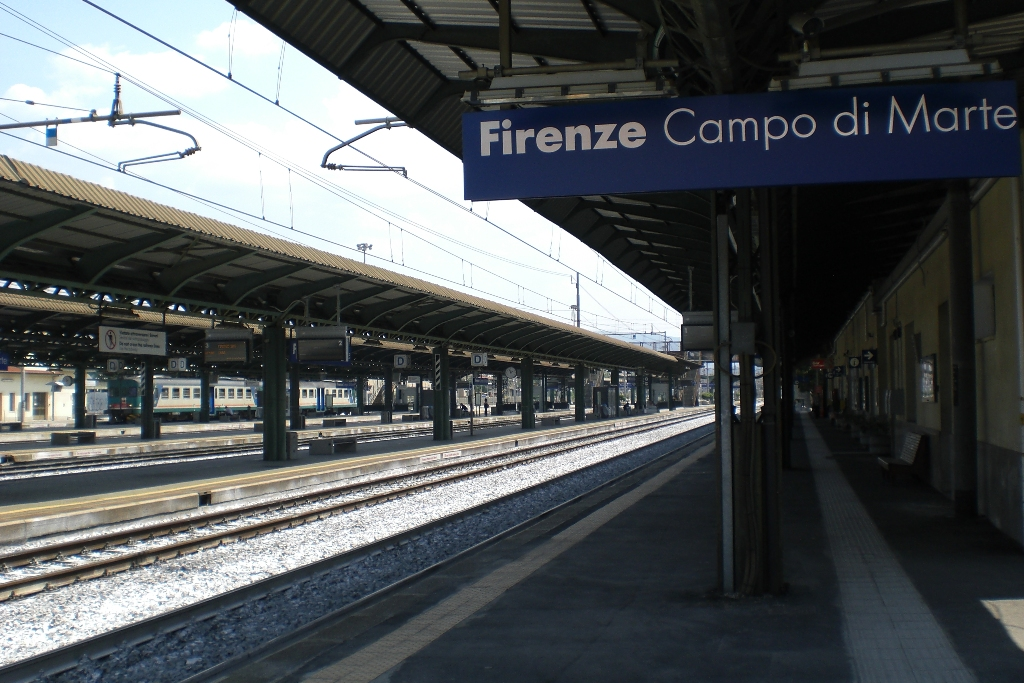
Firenze Campo di Marte

- Firenze Santa Maria Novella: è la stazione centrale di Firenze, la quarta in Italia per flusso di passeggeri, da citare oltre che per la grandezza e l'importanza, anche per essere uno dei capolavori del Razionalismo italiano. È posta in piazza della Stazione in pieno centro storico di fronte alla Basilica di Santa Maria Novella. Conta 59 milioni di passeggeri all'anno.
- Firenze Campo di Marte: è una grande stazione ferroviaria posta nell'omonimo quartiere, vicino alla quale vi sono lo stadio Artemio Franchi, il Nelson Mandela Forum e buona parte dell'area sportiva cittadina. La stazione è posta lungo la Ferrovia Firenze-Roma.

### Trasporto nazionale
- Firenze Rifredi: situata nel quartiere di Rifredi nella parte nord della città è posta sulle linee Firenze-Lucca, Firenze-Pisa-Livorno e Firenze-Bologna, offre oltre al trasporto regionale anche quello nazionale con gli Intercity.

### Trasporto regionale
- Firenze Castello: è situata nell'omonimo quartiere, all'estrema periferia nord-ovest della città, di qui passa la ferrovia Alta-Velocità Firenze-Bologna, la direttissima Firenze-Bologna e la Firenze-Lucca (oltre che 10 binari appositi per treni merci). Dal 2022 ha un servizio viaggiatori diretto anche in direzione Empoli.
- Firenze Rovezzano: sorta nell'omonimo quartiere di Firenze è posta lungo la Ferrovia Firenze-Roma, all'estremità orientale del nodo urbano del capoluogo toscano.
- Firenze San Marco Vecchio: posta nel nuovo tratto, via Vaglia, della linea ferroviaria Faentina, nella zona nord-est di Firenze in via Faentina, e prende il nome dall'omonima chiesa presente nelle vicinanze.
- Firenze Statuto: è una stazione sopraelevata posta su via dello Statuto, vicina alla Fortezza da Basso, sulla linea passante tra Rifredi e Campo di Marte. Funge da interscambio con la linea tramviaria T1 in Piazza Muratori.
- Le Cure: posta sul nuovo tratto, via Vaglia, della linea ferroviaria Faentina, è servita dai treni che fanno spola su Campo di Marte.
- Le Piagge: stazione sopraelevata, posta di fronte al centro commerciale delle Piagge, nella periferia ovest della città. Ha collegamenti diretti con le stazioni di Firenze Rifredi, Firenze Santa Maria Novella e, dal 12 settembre 2022, con Firenze Castello.

### Stazioni senza servizio passeggeri
- Firenze Cascine (dal 2000)
- Il Cionfo (dal 2012)
- Salviati (dal 2012)
- Perfetti Ricasoli (quasi del tutto costruita ma mai entrata in servizio)

### Stazioni soppresse
- Firenze Porta al Prato (dal 2022)[7]
- Stazione Leopolda (dal 1860)
- Stazione Maria Antonia (inglobata nella stazione di Firenze Santa Maria Novella)

### Stazioni future
- Firenze Belfiore: in corso di costruzione, è destinata a diventare il principale nodo di interscambio cittadino e regionale, ospitando i treni veloci che corrono tra Bologna e Roma e rappresentando un hub integrato di trasporto che sarà collegato alla stazione di Santa Maria Novella e al centro storico di Firenze.[5]
- Firenze Circondaria: ipotizzata in ambito del rafforzamento del nodo di Firenze contestualmente alla creazione della Stazione Belfiore.[6]
- Firenze Guidoni: ipotizzata nell'intersezione tra la linea Pisa-Firenze e Viale Guidoni a servizio del vicino aeroporto di Peretola.[6]
- Firenze San Salvi: ipotizzata vicino all'omonimo ex-ospedale psichiatrico tra le stazioni di Firenze Campo di Marte e Firenze Rovezzano.[8]